# Kováts Mihály (katona)
Fabriczi Kováts Mihály (Karcag, 1724 – Charleston, Dél-Karolina, 1779. május 11.) magyar nemes és katonai parancsnok, az amerikai függetlenségi háborúban huszárezredes. Lengyel barátjával, Kazimierz Pulaskival együtt az „amerikai lovasság atyjának” nevezik. Charleston ostrománál súlyosan megsérült, miközben lengyel társával támadást indított a brit egységek ellen. Pár percen belül belehalt a sérüléseibe.

## Életútja
Nagykunsági köznemes családból származott. Az osztrák örökösödési háborúban a jászkun huszárezred zászlósa. 1746-ban porosz szolgálatba szegődött. 1752-ben zászlós és 1757-ben másodhadnagy. A hétéves háborúban az osztrákok ellen harcolt. 1761-ben kilépett a porosz hadseregből és Magyarországon keresztül Lengyelországba akart távozni. Mielőtt azonban átlépte a határt, az osztrákok elfogták és Bécsbe szállították. Mária Terézia szabadon bocsátotta és őrnaggyá nevezte ki. 1773-tól 1775-ig Szászországban élt, ahol ismét érintkezésbe lépett lengyel emigránsokkal, elsősorban Kazimierz Pułaski (Pułaski Kázmér) gróffal. 1776 augusztusában Olasz- és Franciaországba távozott, 1777. január 13-án Franciaországból latin nyelvű levelet írt Benjamin Franklinnek. Amerikába távozott, 1777 tavaszán érkezett Bostonba. Jelentkezett az amerikai hadseregbe, fogadta őt George Washington tábornok is, és 1778-ban az amerikai kongresszus javaslata nyomán a Pulaski-légió kiképzőtisztjének nevezte ki. Kováts készítette el az amerikai lovasság első szabályzatát. Előbb New Jersey északnyugati részén harcolt az angolok és az általuk felbiztatott indiánok ellen, majd Karolinába vezényelték Lincoln tábornok támogatására. Charleston ostrománál esett el, ahol szobrot is állítottak neki.

## Az 1779-es charlestoni ütközet
A Pułaski-légió pár száz emberből álló szabadcsapat volt, amelynek lovassága és gyalogsága is volt. A kontinentális kongresszus 1779. február 2-án adott ki egy rendeletet, melyben elrendelték, a légió vonuljon délre Karolina államba, ahol Charleston védelménél szükség lesz rájuk. Még két hónap eltelt, mire a légió elindulhatott, az alakulat ekkor már csak mintegy 160 fő katonából állt. A légiónak kicsinysége ellenére lovassága miatt jó híre volt. A légió vezetője, Pułaski bátor, vitéz katona hírében állt, Kováts Mihály ezredesnek pedig a lovasság megalakítása és kiképzése körül voltak jelentős érdemei.
Charleston ekkor egy 14 ezer lakosú város volt mintegy 1400 házzal, a város az Ashley és Cooper folyók összefolyásánál levő háromszögben épült. Mire a Pułaski-légió odaért, a városban már tudták, hogy az angolok Prevost tábornok vezetésével hamarosan támadást indítanak a város ellen. A hír hallatán, hogy közelednek az angol csapatok, a városban védelmi munkálatokat kezdtek meg. Sáncokat ástak, s a város körüli néhány új erődítményt új ágyúkkal szerelték fel, a biztonság kedvéért még a külvárosok szép házait is felgyújtották, hogy nehezebb legyen az ellenség előbbre jutása.
1779. május 8-án a légió lovassága ért a városba, május 11-én érkezett meg a gyalogság. Igyekeztek megelőzni az angolok jöttét. A város vezetése sem gondolta, hogy rövidesen, már 1779. május 11-én megérkeznek az angolok az Ashley folyó nyugati oldalára, közben Moultrie tábornok hatszáz főből álló serege, egy nagyobb egység maradványa is megérkezett. Hatalmas túlerővel állt szemben a Pułaski-légió. Ráadásul már nem volt érkezésük a folyó túlsó oldalán horgonyzó amerikai hajókat és kompokat eltávolítani vagy felgyújtani, így ez is az angolok kezére került. A kompokon vagy 900 főnyi lovasság és gyalogság kelt át, a város vezetése megadta a Pułaski-légiónak az engedélyt az ellenállás megkísérlésére.
Pułaski a gyalogságot elrejtette és azt a parancsot adta, hogy ne mozduljanak, amíg jelt nem ad. A lovasság támadt élén a vitéz Pułaski tábornokkal, erre a gyalogosok is úgy fellelkesedtek, hogy meg sem várva a parancsot harcba indultak, s így a légió két egysége szinte akadályozta egymást a harcban. Az angoloknál 45 dragonyosból álló szakasz ment elől, élükön a híres Tawes kapitánnyal, utánuk egy lovascsapat Moncrief kapitány által vezetve, őket követte 400 skót Highlander-gyalogos Gardner őrnagy vezetése alatt, majd következtek az indiánok, végül egy újabb lovascsapat zárta le a sort. Az angolok hamar szétszórták a Pułaski-légiót. Kováts ezredes, aki Pułaski oldalán harcolt, lövést kapott, megsebesült, még a lován ült, amikor a kis sereg meghátrált, de erejét elveszítve lezuhant a rohanó lóról.
Az angol csapat birtokba véve a területet, Kováts Mihály ezredest is már holtan találta, az angolok ott temették el, ahol találták. Joseph Johnson charlestoni orvos, aki az ütközet idején még fiatal gyerek volt, pontosan meg tudta jelölni azt a helyet, ahol Kováts Mihály ezredes elesett, John Margart birtokán, a későbbi Huger Street sarkán. Joseph Johnson elsőnek írta meg 1850-ben megjelent könyvében, hogy Kováts Mihály ezredes magyar ember volt, aki Nagy Frigyes seregében szolgált. Idézi Vasváry Ödön szó szerint a Johnson által írtakat: „He was an officer of great merit and experience”, magyarul: Nagy érdemekkel és tapasztalatokkal rendelkező tiszt volt.
Nem érdektelen megemlíteni, hogy Kováts Mihály halálát, majd egy későbbi ütközetben Pułaski halálát is abban az időben az angolok birtokában levő először alkalmazott hátultöltő puska okozta. Ezzel a puskával percenként négy célzott lövést lehetett leadni, ugyanekkor még az amerikaiak a nehézkesebben kezelhető elöltő muskétákat használták az amerikai függetlenségi háborúban.
Az 1779. május 11-i ütközet után egy évig az angolok nem foglalták el Charlestont.